# Dioscorea escuintlensis
Dioscorea escuintlensis är en enhjärtbladig växtart som beskrevs av Eizi Matuda. Dioscorea escuintlensis ingår i släktet Dioscorea och familjen Dioscoreaceae. Inga underarter finns listade i Catalogue of Life.